# Poindimié
Poindimié (paicî Pwêêdi Wiimîâ) és un municipi francès, situat a la col·lectivitat d'ultramar de Nova Caledònia. El 2009 tenia 4.818 habitants. Està situat entre Ponérihouen (al sud) i Touho (al nord) a 310 kilòmetres de Nouméa, al costat est de Grande Terre. El punt culminant és el Katalupaik (1.091 m).

## Evolució demogràfica
| Població de Poindimié (1956-2009) | Població de Poindimié (1956-2009) | Població de Poindimié (1956-2009) | Població de Poindimié (1956-2009) | Població de Poindimié (1956-2009) | Població de Poindimié (1956-2009) | Població de Poindimié (1956-2009) | Població de Poindimié (1956-2009) | Població de Poindimié (1956-2009) | Població de Poindimié (1956-2009) |
| --------------------------------- | --------------------------------- | --------------------------------- | --------------------------------- | --------------------------------- | --------------------------------- | --------------------------------- | --------------------------------- | --------------------------------- | --------------------------------- |
| Població                          | 2.152                             | 2.519                             | 2.481                             | 3.010                             | 3.644                             | 3.590                             | 4.340                             | 4.824                             | 4.818                             |
| Any                               | 1956                              | 1963                              | 1969                              | 1976                              | 1983                              | 1989                              | 1996                              | 2004                              | 2009                              |

## Composició ètnica
- Europeus 13,1%
- Canacs 82,2%
- Polinèsics 0,9%
- Altres, 3,8%

## Administració
| Període   | Identitat        | Partit           |
| --------- | ---------------- | ---------------- |
| 1971-1977 | Pierre Boiguivie |                  |
| 1977-1989 | Francis Poadouy  | LKS              |
| 1989-     | Paul Néaoutyine  | FLNKS-UNI-Palika |